# UQ HOLDER!

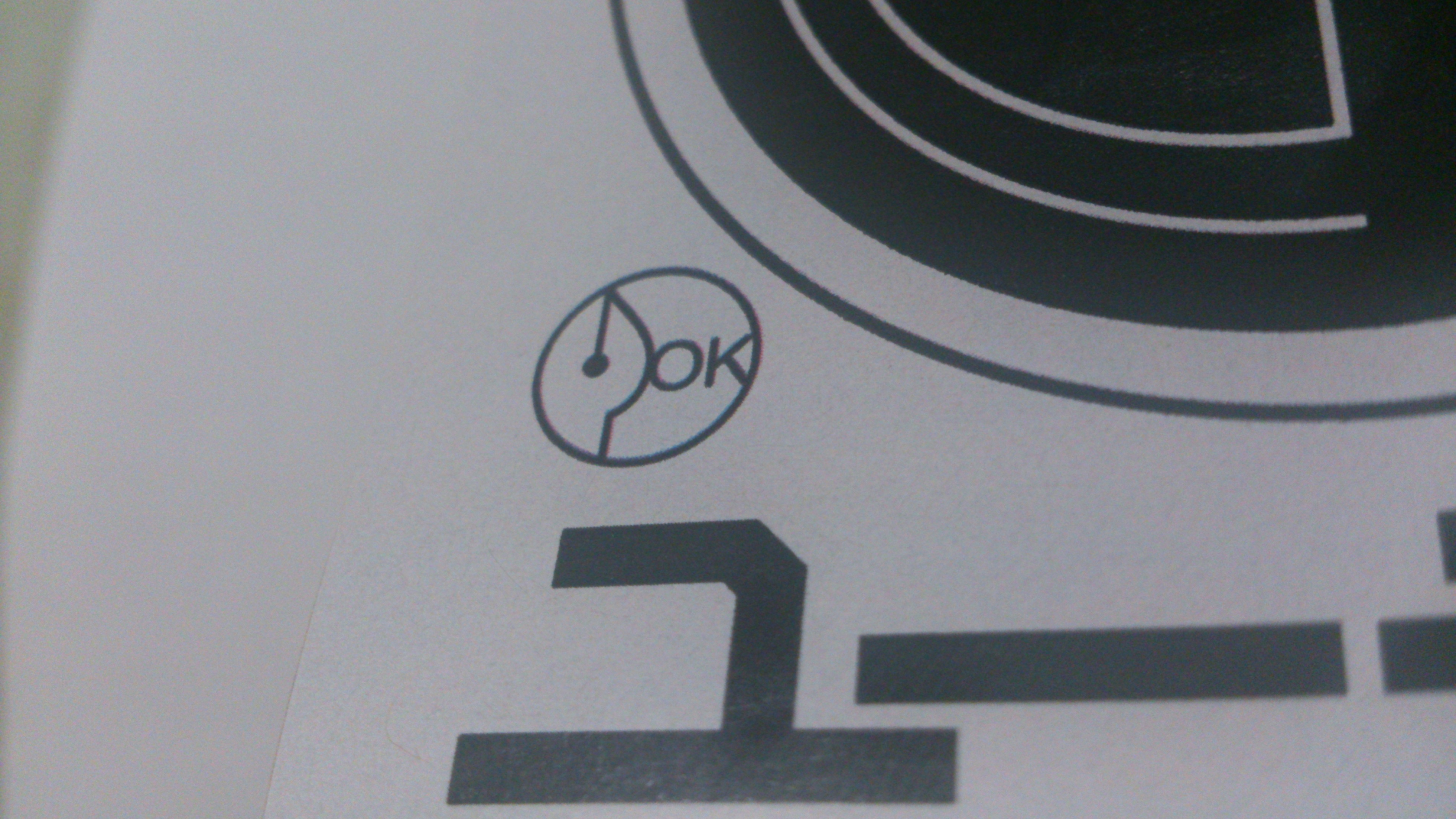
タイトルロゴの左下に配置された同人マーク。本作が初の採用例となる。

『UQ HOLDER!』（ユーキュー ホルダー）は、赤松健のアクション・バトル漫画作品。前作『魔法先生ネギま!』の未来を舞台にした続編であり、あらゆる手段や過程を経て不老不死の力を持った者達と、新たに不老不死となった主人公の物語が語られる。
2021年7月時点で単行本の累計発行部数は370万部を、前作『魔法先生ネギま!』を含めた「ネギま!」シリーズの累計発行部数は2600万部をそれぞれ突破している。
『週刊少年マガジン』（講談社）の2013年39号（同年8月28日発売）から2016年30号（同年6月22日発売）まで連載され、その後同社の『別冊少年マガジン』に移籍して2016年11月号から2022年3月号まで連載された。
その際、アニメの商品展開に合わせて一時的に「〜魔法先生ネギま!2〜」のサブタイトルが雑誌連載版にのみ追加されていた（単行本はタイトル変わらず）が、アニメ展開の終了に伴い削除された。

## 制作背景
2016年に『週刊少年マガジン』から『別冊少年マガジン』へ移籍したが、これは赤松によれば、年齢も48歳を経て週刊連載が体力的に難しくなってきたこともあり、『週刊少年マガジン』本誌においては後進に道を譲るといった考えもあってのことだという。移籍連載と同時に、作品名にサブタイトルが追加された。
本作は赤松自身が考案した同人マークが使用された作品第1号であり、本作をモチーフにした二次創作による同人誌の作成と同人誌即売会での無断配布が、有償・無償を問わず許可されている。
また、本作は赤松作品で初めてデジタル作画によって描かれており、バトルシーンを中心に据えた少年漫画というコンセプトから、従来よりシンプルな絵柄・画面構成で作画されており、主人公も少年漫画らしい明るい性格としたと赤松は語っている。

## あらすじ
プロローグ
700年の年月を生きる真祖にして不老不死の吸血鬼・エヴァンジェリンを初めとして、何らかの方法や境遇によって不老、もしくは不死といった力を得てしまった者達の物語。舞台は、「魔法」の存在が人の世に知られてから10年が経った世界。
時は2086年。九州・熊本県阿蘇郡のとある村に住む少年・近衛刀太は、いつか村を出て遠き都に立つ塔（軌道エレベータ）の上へ行き、仲間と共に夢を叶える事を心に誓う。しかし村長からは上京の許可を得られず、都に行くために奮闘の毎日を送っていた。
育ての親である女性教師・雪姫と平穏に暮らしていた刀太だったが、ある日、賞金首であった雪姫を狙う賞金稼ぎの陰謀に巻き込まれ利用された形で、雪姫共々瀕死の重傷を負う。刀太は雪姫や仲間の危機から立ち上がるべく、雪姫に言われるままその血を飲み、不老不死の吸血鬼となって復活する。(第1話)
序盤
賞金稼ぎを撃退した後、刀太は雪姫の正体が700年を生きる不死の吸血鬼である事を知り、二人は都である新東京・天之御柱市にある日本軌道エレベータ「アマノミハシラ」を目指し、旅に出た。旅の途中、性別不詳の若い剣士、時坂九郎丸が二人を討とうとするが、刀太は九郎丸と強引に親友となる。(第1巻まで)
不死者となった刀太は「この力を何かの役に立てないか」と考え、それを聞いた雪姫はかつて自分が作った組織「UQ HOLDER」のアジトである、温泉宿「仙境館」に案内する。この組織は世のため人のために不死の力を使おうというものであり、闇の世界に生きる者達の互助組織でもあった。刀太と九郎丸は地下で入隊試験を受けることになり、苦難の末、合格する。
『不死身衆』（ナンバーズ）となった彼らは、アマノミハシラ学園で起こっている怪奇連続殺人事件の調査のため、生徒として入学する。事件の犯人は、そこで出会った幽鬼・佐々木 三太の仕業かと思われたが、実は死霊術士・水無瀬 小夜子の仕業であったことが判明。34万人もの自殺者の報われぬ荒御霊の受け皿となった小夜子は、『魂魄浸食型屍鬼ウイルス』を使って世界各地でバイオテロを起こすが、刀太たちの活躍により解決する。(第6巻まで)

## 登場人物

### 主要人物
近衛 刀太（このえ とうた）
声 - 高倉有加
本作の主人公。UQホルダー不死身衆（ナンバーズ）No.7。背丈の低い黒髪の少年。
自覚年齢は14歳だが、三太の調査では2082年生まれの4歳となっており、出生地も「東アジアステーション」となっている。また、2年前の事故以前の記憶が全くない。
シャツの上に学ランを着用している事が多い。村の仲間の5人の中では剣も拳も最も腕に立つ上に、料理が上手い。とにかく快活で情熱的な性格。身長が低いことがコンプレックス。
都に立つ塔（軌道エレベータ）へと上り、「一旗揚げる」ことを夢見ている。交通事故以前の記憶が無く、それ故に後ろを振り返るよりも前に進むことを信条としている。心の芯に確かな物を持ち、夢を果たそうと努力する人物であれば男女年齢を問わず敬意を払い、相手の持つ技術を貪欲に学び取ろうとする。しかし具体的に「自分が何をするか」は考えておらず、その辺りは周囲から突っ込まれることが多い。
2年前に交通事故（実際は何者かによる襲撃）で両親を亡くし、居合わせた雪姫のもとに引き取られる。ある日、雪姫を標的として村に潜伏していた賞金稼ぎの橘（声 - 小松史法）に必死の重傷（左腕を切断、心臓は刺突により貫通）を負わされるが、そこから立ち上がるべく雪姫の血を飲んだ事で雪姫の眷属の吸血鬼になる。それに伴い雪姫の正体が露見した事から、物語の首都である新東京天之御柱市へ旅立つ事になる。不老不死になったことで身長の成長が止まってしまったことを嘆いている。
が、後に実は雪姫の眷属になってはおらず、彼の持つ不死性は後述する事情により生まれた時から持っていた「金星の黒」の魔力が由来であると判明する。
彼の不死身の起源は「金星の黒」の魔力。その不死身度は最強クラスと言われ、頭部を物理的に切り離されても死なず、意識が残る。雪姫やネギの起源と同じものだが、雪姫自身が自らを差し置いて「不死身度は刀太とカリンが2強」と示したようにその不死力は雪姫をも上回る。同じ闇の魔法(マギア・エレベア)の使い手であってもネギの不死力がエヴァ(雪姫)には及んでいなかったように、使い手同士でも不死身度には優劣がある模様。
だが、切り離された部位が原形を留めていたり魔力が残存していたりする場合には、その部位と本体が魔法的に繋がった状態にあるため、部位を紛失してしまっても本体から部位が再生する事はない。が、刀太は後に紛失した部分そのものから肉体をいくらでも再生して実体を持つ分身を大量に作り出して自在に動かしたり、ほんの血の一滴からでも切り離した部位の好きな位置から肉体を即時再生させ瞬間移動のような戦術も取れるようになるなどの超成長を見せ、デメリットどころか優位点の一つとなった。
戦闘面においては非常に戦闘勘が優れており、修練不足からくる圧倒的な熟練差を「勘」だけでカバーする事が可能。雪姫をして「武に関しては天賦の才がある」と評される程。しかし刀太自身は実際の所、戦いや強さといった物に興味は無く、雪姫が瞬動術を教授しようとした時もキッパリと断っていた。だが、世界救世軍「白き翼」リーダー・フェイトを「一発殴る」事を目的として鍛練を積む事を決意する。後に過去のキティ(エヴァ)との出会いと約束。襲来したネギ=ヨルダとの戦いや、ネギの足跡を追うことで今までの全ての真実を知った事などを経て、自らの進むべき目標を確立したことで、この世界を、そして雪姫を救うために「最強」を志すようになる。
得物として、UQホルダー入団テストの際に手に入れた「重力剣」を使う。
初任務のスラム街での「力の手」との戦闘で追い詰められた際、膨大な魔力を発現し「闇の魔法(マギア・エレベア)」使用時に見られる紋様が発生するが、後にそうなる理由として体内に「闇の魔法」の根源たる「金星の黒」と「魔法無効化能力」の根源たる「火星の白」という、2つの相反する力を持っていたことが判明した。
ネギ・スプリングフィールドの孫に当たるとされていたが、楽観的で能天気な性格はむしろ曽祖父であるナギに似ている。だが、実はネギの孫ではなく、ネギと明日菜の遺伝子を掛け合わせた合成遺伝子を基盤として誕生したクローン人間。「始まりの魔法使い」からこの世界を救うため「火星の白」と「金星の黒」の2つの力を併せ持つ存在として人工的に作り出された。夕映いわく、刀太を生み出すために71人もの「前例」が犠牲になったという。元々この実験はネギが「自らと同等の能力を十全に扱える後継者を生み出す」目的で発案し、フェイト、エヴァ、アマテル・インダストリアル社主導で進められたが、幼児期の刀太は力を発現できず、未熟なクローン技術の副作用で大人になるまで生きられないかも知れないほどの病弱な体であったために、「魂魄の複製」という「神の領域を隔てる壁」に当たり計画は延期を余儀なくされ、フェイトは刀太にネギの後継者を創造するという目的に対し、「失敗作」の烙印を押して道具扱いした上に、スポンサーからの資金確保のために量産したネギ・クローンの兵器化を進めるなどの暴走を始めたため、エヴァの逆鱗に触れ後の決裂に繋がる事となる。
だが、結果的に成長した刀太は力を理想的に発現させ、72体生み出されたクローンの中で「唯一」の成功例となった。 
重力剣（仮名）
声 - 竹内良太
UQホルダー本部地下空間にあった魔法使いの住処に残されていた魔法剣。グリップ部分にあるダイヤルを操作する事で重量を変化させられる。通常時は普通の刀と同程度 (1kg) としても、200倍で200kg、50万倍なら500tになる。
アルビレオ・イマ製。人工知能（精霊?）による意志を持ち、会話も可能。刀太からは「黒棒」と呼ばれている。正式な名もあるが、名乗ろうとしても話の腰を折られてばかりな上、刀太自身が聞いてくれない。
回天（かいてん）
狭間の城で受けたダーナの特訓とキティの助言で会得した技。火星の白「光の魔力（魔法無効化）」と金星の黒「闇の魔力（闇の魔法）」、この二つの魔力が混然一体となっているのが刀太の魔法を使えない理由だが、二つの魔力の流れを意識的に循環加速させることで体内に二極化させる技術。この状態ならば、他者の放った魔法を取り込み精霊化する闇の魔法の奥義ともいえる【太陰道】と火星の白の力である魔法無効化「破魔の拳」を使用可能。回天を使った「敵弾吸収陣」も使用可能で千の雷の力を取り込むことでネギの大技である「雷天大壮」も発動できる。また、この回天敵弾吸収陣は術の吸収効率が違うのか刀太の雷天大壮はネギのそれとは違い、思考加速、雷速戦闘、大きく伸びる後ろ髪、と、名前こそ「雷天大壮」だが術式兵装の性能は前作における"雷天大壮2「雷天双壮」"に相当する。
だが、体内循環のイメージが弱いためか初期は「フラフープを回しながら」でないと使えず、取り込んだ力も短時間しか持続できなかった。だが、後に凄まじい勢いで成長し、フープも必要なしに常時発動可能となり、後述する技術で無尽蔵の魔力をいくらでも使うことが可能となった為、持続時間の問題も解消したと思われる。
降魔兵装「魔天大壮」（こうまへいそう まてんたいそう）
自身の不死身を突き詰めた刀太が編み出した新技。「降魔兵装（こうまへいそう）」とも呼ばれる異形の肉体を構成する技で、複数の腕を持つ黒い魔獣のような姿となる。刀太の不死の根源である刀太の魂魄に繋がる金星の黒の魔力、その大本である、金星の星核を扉として太陽系全体から引き出される無尽蔵とも言える魔力を、回天の力を応用することで無制限に引き出す事が可能となった刀太がその力で作り上げた技の一種だが、この姿でもまだMAXではなく、更に魔力を引き出してパワーアップすることもできる。地道に強くなるには時間がないこともあって考え出したものでもあり、刀太いわく「手持ちのカードでなんとかした」という代物。
それまでは暴走状態でなければ再生する分しか引き出せなかった金星の黒の魔力をニキティスとの修行により任意に引き出す術を会得し、絶大な魔力を無尽蔵に引き出し意図的に行使することが出来るようになった、いわば黒ネギの超超超強化版とでも言える姿。魔力を引き出す際に回天の発動が必要なために、火星の白と金星の黒を併せ持つ刀太以外には使うことができない。
発動する際に自らを傷つけて意図的に飛び散らせた血痕から肉体を再生することで大量の分身を作り出したり、血の飛び散った範囲内限定ながら瞬間移動的な移動も可能。凄まじい魔力で構成されたその姿は圧倒的なスピードとラカン級のパワーを持ち、純粋なパワーのみでフェイトの持つ全ての防壁を一撃で破壊しその体に大穴を開け、彼方まで吹き飛ばす力を持つ。
フェイトとの決戦においてはこの力で終始フェイトを圧倒の上、打ち倒し、長きにわたる因縁に決着を付けた。
降魔兵装「巨躯の魔人」(こうまへいそう きょくのまじん)
魔天大壮を発動した状態から更に魔力を引き出して強化し、自らの再生力を意図的に暴走させ、絶大な魔力で超巨大な異形の肉体を構成した刀太の姿。
巨躯の魔人の名の通り、その姿は悪魔に似た非常に禍々しいフォルムを持った漆黒の異形の巨人であり、魔天大壮を纏った刀太を覆うように巨大な肉体が展開され、刀太の意のままに動かすことができる。
初披露となった真祖バアルとの決戦においてはバアルの繰り出したバアルの本体である凄まじい魔力を持った膨大な魔獣の積層に対抗して発動。
そこからさらにバアルが展開した超巨大積層魔獣と対決し、さながら怪獣大決戦の如く超高速の猛烈なブン殴り合いを展開した。
火星の白（マルス・アルバム）
刀太の持つ魔法無効化能力が完全覚醒した力。使用時には自らの素手でも発動可能だが、重力剣を変形させ「ハマノツルギ・レプリカ」として自らの魔法無効化能力と合わせて使用する。
極大規模の魔法であろうとも一撃で全ての魔法を消し去ることが可能で、実際の使用時には刀太に向かって放たれたダーナの「燃える天空」とエヴァの「千年氷華」を一瞬にして完全消滅させた。

雪姫（ゆきひめ）
声 - 松岡由貴
UQホルダー不死身衆No.1。長身で白金の長髪と碧眼を持つ女性。基本的に男勝りな気質で女性的な言葉遣いをしない。
村の学校の一教師。普段は子供達に厳しく、容赦無く接する教師としての一面を持つが反面、家事は苦手で料理などは刀太に任せている。2年前に刀太の家族が乗った車と衝突事故を起こした（実際は刀太の家族が敵の襲撃に巻き込まれた）ため、死亡した両親の代わりとして刀太を引き取り、学校の宿直室で共に暮らしていた。
日常生活においては、類い稀な武術に加え、圧倒的な魔法力で襲撃してくる刀太達5人を寄せ付けず、容赦無く返り討ちにしている。その一方で6億円の賞金首でもあり、ハンターに狙われる事もある。刀太との関係性は他のナンバーズには「親子」と揶揄されており、厳しさと優しさを併せ彼を見守っている。
その正体は、『魔法先生ネギま！』の登場人物の1人である不老不死の吸血鬼の真祖「エヴァンジェリン・アタナシア・キティ・マクダウェル」。特製の年齢詐称薬を使用することで、大人の姿になっている。
時坂 九郎丸（ときさか くろうまる）
声 - 広瀬ゆうき
神鳴流一族の剣士。UQホルダー不死身衆No.11。長い黒髪をサイドテールにしてまとめて、裾出し開襟シャツに緩めたネクタイを締めた上に長ランを着ている。2072年生まれで自覚年齢は14歳。
不死者狩りを生業とする神鳴流でありながら、自らも不死者の実験体であり、一族から疎まれる存在であった。兄から「エヴァンジェリン（雪姫）の抹殺」を命じられ、実質的な破棄処分として雪姫に始末されるために派遣されるが、雪姫どころか吸血鬼になりたての刀太にすら敗北。何も拠り所を持たない「ないもの同士」として、半ば強制的に刀太の親友にされてしまう。
面倒見の良い性格で、物事の洞察力に長け、無鉄砲な刀太をサポートしている。普段は自らの実力を押さえ手加減をしており、剣技では刀太に勝るが、刀太の天賦の才能を誰よりも認めている。生い立ちのため自己評価が低いが、前に進むこと重んじる刀太の姿勢に影響を受け、自分を「暗い沼の底のような世界」から連れ出してくれた彼に憧れを感じている。
裏火星・桃源出身。男性でもなく女性でもない性別未分化の状態で生まれてくるという珍しい生物学的特徴を持った「八咫の烏（やたのからす）」と呼ばれる一族の出であり、16歳で行われる「成人の儀式」において性別を選択するため、現在は男でも女でもない身体であるが、下半身は女性のものとなっており、精神状態によっては胸もふくらむ。容姿は女性的であるため、ほとんどの者からは女性として扱われている。本人の自己認識としては男を選び、「刀太の同士として、友として横に並び立てる男になりたい」と思っているが、その意思は揺らいでおり、さらに不死化した影響か、本人の精神状態で中性から女性に傾きながらもどっちつかずな状態となっている。女装時は、時坂九龍（ときさかくりゅう）という名の九郎丸の従妹を装っており、また髪もストロベリーブロンドになる事が多い。
彼の不死身のネタは「呪式不死化実験体」。桃源神鳴流に伝わる神刀「姫名杜(ひなもり)」。その魂とも呼べる「神体」をその身に宿したことによって、10歳時に不死身となる。治癒再生力が超強化されており、下半身などの重要器官が破壊されても、超再生能力が発動し数十秒で再生する。その再生力は敵の空間操作で頭を含む全身が完全にすり潰されても再生するほどで、ダーナとの修業以降は再生スピードもどんどん早くなっている。
技は桃源神鳴流。

### UQ HOLDER
雪姫が組織した不死人で構成された一家（ファミリー）。鬼男や猫娘を始めとする、人の世を外れた者達の互助組織で作中に登場するのは「日本支部」。人の理を外れた人間以外の徒党であるため、常に人の世からはじき出され蹂躙され、忘れさられる者達、つまりは少数派・弱者の側に付く。新東京の沖合10kmにある温泉宿「仙境館」を経営し、そこをアジトとしている。
不老不死の吸血鬼をはじめとして、不死性を有する神魔妖怪、神酒・霊薬・賢者の石などの不死のグッズの使用者、電脳化・ロボット化などの科学的不死者、命のストック（残機）をもつ者、死なない呪いがかかった者、死ぬと転生するセーブポイントを設置している者、人体改造をしている者など、数多くの不死人が所属するが、大半の構成員は並みの生物よりはタフと言うだけの「不死身未満」の亜人や人外。
命名はチャチャゼロ。最初の提案は「AQ HOLDER（永久の保持者）」だったが、不死者と言っても死ぬときは死ぬので「UQ HOLDER（悠久の保持者）」となった。

#### 不死身衆（ナンバーズ）
UQホルダーの中でも不死身度の高いメンバー達。ホルダーの顔でもあり、ホルダーの用心棒とも言われている。その名の通り、メンバーにはそれぞれ番号が割り当てられている。不死身衆としてUQホルダーへ入団する際には、入団テストとして東京地下に広がる洞窟に何千匹と巣くう不死喰らいを掃除する必要がある。
メンバー同士の私闘は禁止されている。また、人間と戦う際には「相手の命は奪わない」という不文律が存在する。甚兵衛いわく「定命の者に対するハンデ」だが、南雲に言わせれば「人間をバカにしている」とのこと。もっとも不死者との、または不死者同士の戦いは下手をすると不毛な長期戦になることも多く、勝敗に関しては「ある程度のルール」を決めておかないとキリが無いとも言える。
雪姫（ゆきひめ）
「#雪姫」の項を参照。
UQホルダー不死身衆No.1。
宍戸 甚兵衛（ししど じんべえ）
声 - 咲野俊介
UQホルダーの現リーダー。UQホルダー不死身衆No.2。男性。
赤髪で、長い襟足を1本に束ねており、体中には無数の傷がある。不死身歴は1400年という長寿。
雪姫秘蔵の沖縄酒と焼き鳥の食いさしを平らげたのが主な原因で、新東京の地下に落とされ2年間彷徨っていた。同じく地下に落ちてきた刀太と九郎丸の手助けをし、共に地上に戻った。
戦闘法は単純な徒手空拳が基本だが、実力は達人クラス。また、彼固有の「イレカエ」という能力を有しており、離れた場所にある物や視認できない物を手元に瞬時に移動させたり、特定の位置に瞬間移動させる事が出来る。ただし、能力の有効範囲は最大で半径350mである。この能力を応用し、敵の体の一部の実をねじ切ることも可能。剣術に関しては源五郎や十蔵の師匠にもあたるが、甚兵衛自身は明治維新を機に刀を捨てている。拳法に関しては維新後に大陸で学んだ。不死身になって以降も大きな戦争が起きる度に「一兵士」として参加している。
彼の不死身の起源は「人魚の肉」を食した事による不死。若狭国（今の福井県南部）で不死者となる。不死身力は強いとは言えず、首を切り落として潰されたり、専用の毒を喰らったりしても死んでしまう。再生力も弱く、体中にある傷もそのため。嘗ては自身と同様の過程で不死となった者たちとチームを組んでいた事もあり、それがホルダーの原型となっている様子。
地下にいた時にはむさくるしいヒゲ面だったが、剃ってしまうとかなり印象が変わる。普段は「famous store」というコンビニでバイトをしており、制服であるエプロンと名札をつけている。
無極太極盤（むきょくたいきょくばん）
イレカエの本質。自身を含めた周辺の状況を「盤面を観るように俯瞰する能力」。従来までのイレカエはこの付属効果のようなもので、この力を使うと時間停止ほどではないが極めて遅くなった時間の中で、敵が何をしようとも関係なく盤上から盤面の駒を操るかのように敵や自分の体を好きに操り、位置を瞬時に入れ替えたり敵を空間ごとねじ切ったりすることが出来る。
従来のイレカエとの違いは神の視点から全ての状況を客観的に把握でき、敵や自分の肉体がどんな状況になっていても(たとえ自分の肉体が致命的なほどバラバラに破壊されていても)関係がなく、ごく遅延した時間の中で全てに的確な対処を行える点。
この力を使われると基本的に全ての攻撃行動に完全なカウンターを取られほぼ全ての行動が封殺されてしまう上、回避不能の空間操作攻撃でズタズタにされてしまうため敵からすると厄介この上ない。
イレカエ能力自体は以前から持っていたが、この能力に目覚めたのは1945年の広島。投下された原爆が炸裂した瞬間であり、不死身度の低いジンベエはここで終わるはずであったが、突然この能力に覚醒したことで戸惑いながらも神の視点で状況を把握。一瞬にして爆発の影響範囲外に離脱した。基本的に本来の不死身度が高くないジンベエが肉体を再生できる状況を作り出せるのもこの能力の補助によるものが大きいのだが、魔力消費が大きく長時間の使用はできない。
ジンベエ自身もなぜ手に入れられたのかはよく分かっていないが、大陸で拳法と一緒に学んだ「仙道」が影響しているのではないかと予想している。

七尾・セプト・七重楼 （ななお・セプト・しちじゅうろう）
UQホルダー不死身衆No.3。かつて雪姫と対立した真祖・バアルの眷属。その正体は、バアルが生み出した傑作たる光の上位人工精霊。ナンバーズの中でも十蔵に次ぐ最強レベルの実力を持つが、創造主であるバアルには逆らえず、本意ではないが敵対する。戦いの流れが変わり、バアルに与していたはずのニキティスらの裏切りで逆転した際にバアルから雪姫とダーナに支配権が移るよう書き換えが行われ、バアルの下僕からは解放された。
雷化を超え、文字通りの光速移動を可能とする「光化（ひかりか）」など反則としか言いようのない能力を持つが、精霊種だけに退魔・封印系の技には弱い。元々下僕として生み出されたためか、サービス精神が過剰。また、性別もないため必要に応じて見た目を男性・女性に切り替えることができる。
結城 夏凜（ゆうき かりん）
声 - 小倉唯
UQホルダー不死身衆No.4。本名はイシュト・カリン・オーテ、一般的にユダと呼ばれている人物。武器は日本刀と戦鎚を愛用する。外見的には刀太と同い年くらいの少女で、ショートカットで天之御柱学園の制服であるブレザーとミニスカートを着ている。性格はクールであるが、エグいところを見せている。背中に「XIII」という入れ墨がある。
1492年に南欧の山村のはずれに住んでいた。魔女狩りでどんな拷問も行っても傷ひとつつかず、一滴の血も流れないことから「鋼鉄の聖女」と呼ばれることとなる。その状況から雪姫が連れ出し救ったため、雪姫を非常に慕っている。また、以前任務で天之御柱学園に潜入していた時に着ていた制服姿を雪姫に褒められて以降、その制服を愛用している。
刀太に対しては訳あって雪姫と2年間同居していた事が要因なのか、嫉妬の感情を抱いている（一方、刀太の料理の腕前や覚えてしまえば大抵のことは無難にこなす能力は素直に認めており、皮肉交じりとはいえ調理師を生業にすることをすすめている）。だが、異空間で刀太の純粋な言葉を聞いた事や、刀太との仮契約を成し遂げる一件などを経て徐々に刀太に惹かれていき、終盤に数十年の時を宇宙空間でさまよって絶望の淵にあった時に刀太が助けに来たことによってその恋情を爆発させ、体と想いを重ね合わせる事となった。
彼女の不死身のネタは「神の呪い」。約2,000年前にエルサレムで、熟慮が裏目に出て「尊敬する師匠」を裏切り刑死に追いやってしまったことで、絶望して自殺を試みるも、既に死ぬことを許されない身体になっていた。神に愛され体を世界から断絶されているため、体に起きた事象はすべて書き換えられる。そのため、痛みは感じるが体には一切傷が付かない。宇宙空間に出ても、少し息苦しくなる程度で通常通り生命活動を維持できる。その不死身度は等級で言えば最強クラスのS級であり「吸血鬼」の不死身と同等と言われている。その反面、魔法使いとの「仮契約」も神の力で自動的に拒絶してしまう。また、聖なる光（ホーリーライト）である「光輪（ニンブス）」を発動させることにより、神の力を使える能力も確認されている。
なお名字が結城忍と同じだが、特に関係はない。アニメ版では視聴者の混乱を避けるため「夏凜」とのみ表記され、名字は使用されてない。

獅子巳 十蔵（ししみじゅうぞう）
UQホルダー不死身衆No.5。長い髪の毛を左耳の横で束ね、マントを着ている男性。
UQホルダー最強と評される程の実力を誇る、強さにしか興味がない戦闘狂。本人曰く「不死以外はまったくの凡才」。幼き頃、偶然口にした仙丹によって不死を得た。その数十年後、甚兵衛に出会い剣の師事を受ける。以来800年間、愚直に剣を振り続けた結果、目に見えるモノに見えぬモノ、神の呪い、因果、概念、ついには神そのものに至るまでの天地万象、文字通りのこの世の全てを斬り裂ける究極の剣技を手に入れた。純粋な剣腕においても甚兵衛らを超えてホルダー随一で、人智を超えた神域の剣聖級の技量を有する。その剣の前には、同じナンバーズである真壁の無敵時間や夏凜の不死、真祖の不死やブラックホールすら何ら意味を成さず、その気になれば距離も性質も設定も全てを無視して両断する。
長らくUQホルダーには姿を現さなかったが、ニキティスが刀太の特訓に付き合っている頃にはすでに真祖・バアルに与していたことが判明。頭部に仕込まれた寄生虫の操作により善悪のタガを外され目的を強制されてはいるが、本気の甚兵衛と戦うためにあえて受け入れた。激戦の末に彼を打ち破るも、彼が死んだ(実際は隙を誘うためにあえて死にかけた)ことに本人らも予想以上に動揺し、洗脳が解け寄生虫が暴走。その隙を突いた甚兵衛のイレカエによって、再生できない状態で拘束される。その後、UQホルダー側の何者かによって寄生虫が取り除かれ、バアル陣営に牙をむく形でUQホルダー側に参戦する。
彼の不死身の起源は「仙丹」。世界樹と同一視される扶桑樹の実を、仙術によって不死の霊薬へと仕上げたもの。最高峰の霊薬だが、植物由来の不死のため再生速度には限界がある。
真壁 源五郎（まかべ げんごろう）
声 - 梶裕貴
UQホルダー不死身衆No.6。UQホルダーアジトと旅館の経営を取り仕切っている。眼鏡をかけた青年。Yシャツにネクタイ、黒いベストに前掛けをつけ、ウェイターのような恰好をしている。夏凜と刀太との争いを簡単に止め、重力剣を持っている刀太を片手で軽々と持ち上げる。
彼の不死身のネタは「命のストック残機制」。自身の命がシューティングゲームの残機のようにストックされており、死んでもすぐに別の源五郎が現れるという非常に珍しい能力。残機は善行を積むことでストックされる。復活後3秒間の無敵時間が設定されており、敵の攻撃を透過する。また、敵のステータスや能力等をRPGのステータス画面のように数値化して見ることができる。
戦闘では日本刀や拳銃をよく使用し、それ以外にも機関銃やロケットランチャーを始めとする銃火器等を出して戦う。
近衛 刀太
「#近衛刀太」の項を参照。
UQホルダー不死身衆No.7。
ニキティス・ラプス
UQホルダー不死身衆No.8。フェイトに似た顔立ちと評される少年。現在はアルビレオ・イマに代わって、麻帆良地下にある「アカシャの図書館」で司書をしている。正体は約1万2000年前に金星で生まれ、自力で不死を得たという人類の上位種たる『本物の真祖』の1人。それ故に非常にプライドが高く、人間を「下等種」「猿」などと呼称し見下しているが、後に実はどうしようもなく人間好きであることが判明する。他の真祖同様、人類を遥かに超え、偽真祖のエヴァをも遥かに超えるほどの途方もなく絶大な魔力と、あらゆる術を使う膨大な魔法知識、および圧倒的な不死性を持ち、凄まじいまでの力を有する。
わずか0．1％の魔力で地球を1年回せるほどの莫大な魔力を持ち、強大な無数の悪魔・魔獣を呼吸同然に召喚し手足のように操るほか、あらゆる様々な魔法を使いこなし、全く本気を出していなくても、ごく僅かな力を行使するだけで容易に核爆発級の大爆発を引き起こせるなど、獅子巳十蔵と並んでUQホルダーで1、2を争う程の圧倒的な戦闘力を誇る。
真祖バアルとほぼ同等の戦闘力を持つが、本人曰く本気を出せば自分の方が凌駕するとの事。だが同じく真祖であるダーナにはニキティス坊やと呼ばれ遊ばれていた事から真祖同士でもダーナとは実力に開きがある模様。
作られた真祖の様な存在の刀太を紛い物の器と呼び嫌っているが、真意は不明ながら刀太の特訓に付き合い修行をつける。ファッションセンスが100年ほど古い。
バアル戦ではバアルに与して刀太と死闘を繰り広げるが、そのさなかに刀太に先述の人間好きであることと友達が欲しいことを看破され、戦いの中で刀太に説得を受ける。その後無防備な刀太を一度殴り潰してから刀太の説得に応じる形でバアルから離反。背後からバアルの心臓をえぐり出して幽体ごと破壊し、戦いの趨勢を決めた。
桜雨 キリヱ（さくらめ きりえ）
声 - 茅野愛衣
UQホルダー不死身衆No.9。三つ編みのツインテールで、ベレー帽をかぶり、眼鏡をかけた少女。
UQホルダーの本拠地「仙境館」の最上階スイートに長期宿泊する最大のお得意様であり、UQホルダーの活動資金の最大出資者で、資産は数千億円単位。人見知りで大人しそうなフリをしているが、素顔は腹黒かつ粗暴な性格である。基本的に物ごとを深く考えない刀太を「むのー（無能）」と呼んでいるが、かなりツンデレ気味。徐々に刀太に対して好意を抱くようになるが、九郎丸・忍・みぞれなどに嫉妬心を抱くことがあるも、好きになっている事を認めなかったりツンデレ色が抜けきれなかったりしている。
彼女の不死身のネタは「リセットOKな人生（リセット&リスタート）」。砂を盛った山に小枝を立て火を灯し「セーブポイント」を設置、その状態で死ぬと記憶を保ったまま自動的にセーブポイントを設置した時点に戻る。ただし、死ぬ際の痛みや苦しみなどは通常通り受けてしまう。この力は彼女の個人的な超能力のため、現在の魔法や科学の技術では干渉されない。セーブポイントを設置する際に砂山の前に文字を書くことで「戻り方」をいくつか設定できる（「M（メモリー）＝死んだときの記憶を持ってセーブポイントへ戻る」「B（バインド）＝死ぬときに手を触れている人の精神を連れて戻る」「F（フレンド）＝死ぬときに手を触れた人を身体ごと連れて戻る。この場合、身体の出現場所をある程度指定できる。」「S（スピリット）＝魂の同一性を保つ」）。なお、緊急時のために毎朝7時にセーブポイントを再設置している。セーブした時点に戻っても、同じように出来事が進むが、自分たちに有利な形で事を進めようとするなら、なるべく戻る前と同じように振る舞わないと少しずつ未来が変わっていってしまう（戻る前と流れが変わると状況判断が厳しくなる）。この能力は「上書き系」であるため、能力を使って時間を戻っても、並行世界が発生することはない。また、永久石化のような生きたまま行動を制限される攻撃を喰らうと死ねなくなるため、セーブポイントに戻ることができない。そのため、もしもの時のために自殺用のナイフや毒入りカプセルを携帯したり、石化解除用の魔法アプリを準備しているほか、キリヱ自身もホウキによる飛行など初級レベルの魔法は使える。12の頃に能力を使って不老の能力を自ら手に入れているが、ダーナの修業では「チャレンジする条件を整えた上でセーブして目的を果たすまで繰り返す」という手法を逆用されて課題をクリアできるまで延々とループさせられていた。本編ではドラえもんの「タマシイム・マシン」や「人生やりなおし機」に例えて説明され、能力の性質から本人の主観的にはかなり長い時間を繰り返していることになる。他のメンバーには「予知能力」であると説明している。能力を自覚するまでは本人も趣味の悪い予知夢だと思っていた。
また、とあるトラブルが切っ掛けで、刀太とキスすることで自分と刀太以外の時間を停止する（厳密に言うと「時間の流れの外側に移行する」）能力に目覚めている。この能力があるため、通常の手段では刀太と「仮契約」を結ぶことができなかった。
飴屋 一空（あめや いっくう）
声 - 柿原徹也
UQホルダー不死身衆No.10。髪をポニーテールにまとめている男性。2001年生まれで外見年齢24歳、実年齢85歳、精神年齢13歳。
13歳の時に昏睡状態となって以来、72年間病院のベッドの上で過ごし、その後不死となり、72年間自分を生かしてくれた人達や世界に何か恩返しができないかと思い、雪姫に拾われUQホルダーに入る。刀太達に次ぐ新人のメンバー。UQホルダーに入った際には、刀太らと同様の地下の洞窟掃除を4ヶ月で終わらせた。
彼の不死身のネタは科学の力による「全身サイボーグ化」。この時代には技術が確立されたこともあって全身義体化された者は珍しくは無いが、一空はそこから更に一歩進めて最重要器官である脳も機械化した「電脳知性体」と呼ばれる存在。足の裏や肩甲骨からジェットを出して空を飛んだり、腕から砲弾を飛ばしたり、目からビームを発射したりする。また、雪姫所有の人工衛星「空飛び猫（アル・イスカンダリア）」を戦闘に使用することもある。しかし、本人に格闘の技能がある訳ではないため、同じサイボーグでもギミックに頼らない生粋の戦闘技能持ちが相手だと厳しい。
実家は飴屋コンツェルンという企業グループである。
時坂 九郎丸
「#時坂九郎丸」の項を参照。
UQホルダー不死身衆No.11。
佐々木 三太（ささき さんた）
UQホルダー不死身衆No.12。黒髪を背丈まで伸ばしている少年。フード付きの服を好んで愛用している。2065年12月21日生まれ、2078年6月17日没の享年12歳。
幼い頃から母子家庭で育ち、独学で魔法を学び、アマノミハシラ学園に入学するが、母親は苦労の末に亡くなってしまった。学園内では魔法の才能もなく家庭が貧しかったことでイジメに遭い、最終的にはイジメグループの都合の悪い存在となったために殺されてしまう。生前に昼食の避難先のトイレで出会った水無瀬小夜子と親しくなったことから、死後は小夜子の死霊魔術師（ネクロマンサー）の力によって、幽鬼として魂だけが、この世に留まる。本人は自分の年齢を含めて死んだ際のことを覚えておらず、小夜子から超能力を貰った不死者だと思っていた（年齢は一空と同い年だと認識していた）その力を利用して、ホームレス狩りをしている学生たちを逆に狩っていた。
刀太達が小夜子の起こした連続殺人を捜査しにきたことで小夜子の自我が崩壊し、さらに自身の一言が引き金となり世界を巻き込んだバイオテロが起こってしまったことを悔やみ、刀太達の力を借りて小夜子を止める。キリヱの力でテロ発生前に戻り、小夜子が成仏するのを見届けた後、刀太に誘われUQホルダーに加入する。
彼の不死身のネタは、小夜子の死霊術士の力によって得た「幽鬼（レブナント）」。見た目は普通の人間で実体もあるが既に死んでいる霊体であるためもう死ぬことはない。幽霊特有の「飛行」「透過」「憑依」「念動力」などを有している。雪姫に「当代随一の死霊術士」と言わせるほどの小夜子の最高傑作であるため、かなりの力を有しており、刀太・九郎丸・一空の3人を同時に相手取り、簡単にいなすことができるほどの実力。また、電脳と同化することでネット上のあらゆる情報をハッキングすることもできる。

#### その他構成員
バサゴ
声 - 代永翼
UQホルダーの幹部。雪姫のことを「女主人（ミストレス）」と呼ぶ。
善鬼（ぜんき）
声 - 岩城泰司
UQホルダーの構成員。ボールジャグリングができる。不死身衆ほどではないが、銃弾を何発も食らっても死なない程度に不死身。
サブ
声 - 烏田裕志
UQホルダーの構成員。シャボン玉ショーができる。愛煙家。不死身衆ほどではないが、刀で胸を貫かれても死なない程度に不死身。

### 刀太の協力者・関係者
結城 忍（ゆうき しのぶ）
声 - 原田彩楓
新東京に旅立った刀太が途中の村で出会った少女。新五輪とも呼ばれる太陽系オリンピックの目玉競技「太陽系一周・グランドレース」出場を夢見ている。9巻で本格的にレース出場を目指して上京、在京中の宿泊場所に刀太を頼って仙境館を訪れ、一騒動起こした後で住み込みバイト扱いとなる。
雪広 みぞれ（ゆきひろ みぞれ）
声 - 鬼頭明里
雪広あやかの曾孫。刀太がお婿さんに相応しいか見極めるため仙境館を訪れた。
アフロ・ザ・フォーエバー / ラズロ
声 - 津田健次郎
自称・魔法アプリ開発者のジャンク屋。名前通り派手なアフロヘアで調子のいい性格だが、少々実力が伴っていない。レイが開発したアプリのテストも兼ねてまほら武道会の一般参加者予選に挑んでいる。
千景・レイ
自称・魔法アプリ開発者のジャンク屋。車椅子の青年だが、アプリ開発者としては天才的な才覚を持つ。
近衛 帆乃香（このえ ほのか）、近衛 勇魚（このえ いさな）
近衛姓を持つ少女たち。共に12歳。帆乃香は近衛木乃香に、勇魚は桜咲刹那に顔立ちが似ている。普段は金魚のような自家製高速巡行宇宙艇の中で暮らしている。
麻帆良学園の一室に集まった刀太と雪姫ら旧3-Aメンバーの前に現れ、刀太を雪姫らと引き離した後、フェイトの元へ連れていこうとするも、刀太によって武装解除され、裸にされてしまう。
フェイトの介入で危機を脱し、雪姫がネギを殺そうとしている、伝えるものの、フェイトを狙った雪姫、真名、ザジの攻撃で海に落ち、置き去りにしてしまう。
その後ザジに捕獲されており、刀太が立てたネギを救う計画に「回復術者」と「封印術者」が必要であると判断したザジによって刀太らに引き渡される。
また刀太のことを「兄様」と呼び、ネギのことを「おばあちゃんがとてもお世話になっていた先生」と呼ぶと同時に刀太の前に現れた際には「お祖父様」と呼んでいたが、両者および近衛木乃香、桜咲刹那との関係は現在不明。
技
破魔颶風撃（はまぐふうげき）
帆乃香が使用。12枚の符を円形に展開した後、掌底を繰り出すことによって敵を吹き飛ばす。
飛瀑水龍陣（ひばくすいりゅうじん）
帆乃香が使用。符で召喚した龍型の水霊が襲いかかった後、物理攻撃の通用しない水の檻に変化し敵を閉じ込める。
京都神鳴流
勇魚が使用。

### 敵対者

#### 世界救世軍「白き翼（アラアルバ）」
フェイト・アーウェルンクス
声 - 石田彰
かつての雪姫の仲間であり、現在ではUQホルダーの真の敵とされている男。太陽系世界最強の魔法使い。
刀太の祖父であるネギの盟友であり、かつては宿敵でもあった。数ある魔法の中でも強力な「地」属性魔法の現行最強術者で、魔法化されていない軍隊は相手にならないほど強い。本編の80年ほど前に、火星で起きた事件をネギやその仲間達と解決し、救った者たちは6,700万人や12億人と言われている。現在は火星テラフォーミング計画推進の中心人物であり、「アマノミハシラ」の建設を日本に誘致した人物でもあるが、20年前のネギの死により行動が豹変し、強大な力をそのままに人類に敵対するようになってしまったと言われている。刀太の両親（とされる人物）を殺したと問われてそれを肯定している。
かつての盟友「ネギ・スプリングフィールド」と、太陽系120億人を救うために刀太を欲していて、刀太達が「塔」の根元の駅に訪れた際に刀太達の前に現れ、夏凜や一空、九郎丸が全滅し、刀太は首だけになり連れ去られた（ただし、キリヱの能力によって体験した1週目の出来事である）。
一時的にヨルダからネギの魂を救出した際に本来の目的の「全人類不老不死化計画」を打ち明けるが、ネギ自身にその計画の欠点を指摘され破綻する。
祝 月詠（いわい つくよみ）
声 - 釘宮理恵
世界救世軍「白き翼」に所属する我流神鳴流剣士。ロングヘアーでウェイトレスの恰好をした女性。京言葉で話す。
一空と同じく全身義体のサイボーグだが、神鳴流を基本として独自に磨き上げた技と多くの実戦経験を積んでおり、一空に「次元が違う」と言わせるほどの強さ。
牛冷 娑婆（ぎゅうれい しゃば）
声 - 梅津秀行
世界救世軍「白き翼」に所属する契約社員。一人称は「拙僧」。巨漢・髭面の僧侶。錫杖を武器に戦う。
アスラ・ツゥ
声 - 沢城千春
世界救世軍「白き翼」に所属する剣士。目元から口までを包帯で隠した褐色肌の男性で、6本腕の亜人。裏火星出身。6本の腕全てに剣を持って戦う。

#### 民間軍事警備会社「力の手（パワフル・ハンド）」
瓦礫屋（がれきや）
「力の手」の隊員で、全身義体化サイボーグである。
圧縮空気放出、魔法障壁、武器格納BOX等の魔法アプリを使用する。金を積まれれば、どんな仕事でも請け負う。
南雲 士音（なぐも しおん）
声 - 黒田崇矢
「力の手」の隊員で、「不死狩り」の異名を持つ。
盲目かつ左腕は義手の剣士で、居合いを得意とし空間を斬り取り、別の場所に吹っ飛ばすことができる。
最凶の不死者「始まりの魔法使い」を火星地表「夜の迷宮」に追い詰めた者の一人。普段は慇懃な言葉使いだが、甚兵衛と相対した際には昔を思い出したのかぞんざいな口を訊いていた。
灰斗（かいと）
声 - 石川英郎
「力の手」のエース隊員で、超速の治癒再生能力もつ人狼族の格闘家。
瞬動術を得意とし、己の持つ「三つのコツ」の内、「二つ」を刀太に教える。世界の理不尽さを嫌悪しつつも自身の求める「全力を以て戦った末の死に場所」を優先する格闘バカ。
超 星仔（ちゃう しんちゃい）
声 - 逢坂良太
「力の手」の隊員で、左目に眼帯をしている。
影の精霊を操る魔法使いで、多くの影傀儡を操ることができる。また、拳銃とナイフを使う近接戦闘の手練れである。
その一方で、夏凜に執着する一面があり、彼女から「ヘンタイ」と言われる事もある。月に飛ばされた夏凜が戻ってくると聞き、「塔」の根元の駅に訪れた際には刀太とキリヱを見かけ襲い掛かってくるが、刀太と一空に返り討ちに合う。

#### 造物主（ライフメーカー）とその関係者
ヨルダ・バオト
声 - 甲斐田裕子
別名「造物主（ライフメーカー）」、「始まりの魔法使い」。本作の真の黒幕。
「自らを倒した敵に憑依して乗っ取る」能力である「報復型憑依能力」を備えた精神生命体。2065年に肉体を乗っ取っていたナギをネギが倒したことで、今度はネギの肉体を乗っ取っている。
ネギ・スプリングフィールド
声 - 佐藤利奈
前作の主人公。作中の20年前の2065年に死去したとされている。これがきっかけで、フェイトは人間と敵対するようになった。
実際には生存しており、20年前に「始まりの魔法使い」に精神を乗っ取られた父親ナギを斃し世界を救うものの、その代償として「始まりの魔法使い」に自身が精神を乗っ取られ、「ネギ＝ヨルダ」となってしまった。だが完全に精神を乗っ取られる前にヨルダ打倒のための「道標」を遺し、刀太に対してそれを追うようにメッセージを残していた。
綾瀬 夕映（あやせ ゆえ）
声 - 桑谷夏子
精神を乗っ取られそうになっている状態のネギ（始まりの魔法使い）の傍につき従っている使徒の一人で、「魔法探偵・全知のユエ」。「かつての戦いで命を落とした四人」と言われていて、刀太達と敵対する。強力なアーティファクトも健在で「世界図絵（オルビス・センスアリウム・ピクトウス）」を駆使。
宮崎 のどか（みやざき のどか）
声 - 能登麻美子
精神を乗っ取られそうになっている状態のネギ（始まりの魔法使い）の傍につき従っている使徒の一人で、「読心術士・全覚のノドカ」。「かつての戦いで命を落とした四人」と言われていて、刀太達と敵対する。強力なアーティファクトも健在で「いどの絵日記（ディアーリウム・エーユス）」を駆使。
ジャック・ラカン
声 - 小山力也
精神を乗っ取られそうになっている状態のネギの傍につき従っている使徒の一人で、「最強の傭兵剣士・ラカン」。「かつての戦いで命を落とした四人」と言われていて、刀太達と敵対する。
クウネル・サンダース
声 - 小野大輔
精神を乗っ取られそうになっている状態のネギの傍につき従っている使徒の一人で、「千の顔の図書館司書 重力使い・クウネル」。「かつての戦いで命を落とした四人」と言われていて、刀太達と敵対する。
ナギ・スプリングフィールド
声 - 子安武人
「千の呪文の男（サウザンド・マスター）」と謳われる最強の魔法使いで、ネギの父親。「始まりの魔法使い」に体を乗っ取られていたが、ネギに倒されたことで現在は故人。「始まりの魔法使い」の見せる幻覚や回想シーンなどで登場。
カトラス
声 - 前田玲奈
ネギに従う少女。雪姫から麻帆良武道会への参加を禁止され、家出した刀太の前に現れた。刀太を「兄さん」と呼ぶが、尋常ならざる敵意を抱いている。左腕と右脚が義肢であり、金星の黒による「闇の魔法」も使える。刀太たちが軌道エレベータテロの防止に動いた際に仙境館に潜入。ジンベエや源五郎と戦い倒されたかに見えたが、キリヱの設置したセーブポイントを破壊、更にキリヱも殺害しようとしたため、雪姫に完全滅殺される。
時間を操るアーティファクト「時の回廊（ホーラリア・ポルティクス）」「エンシス・エクソルキザンス'（ハマノツルギ）」のコピーを所有している。
バアル
雪姫との死闘の末封印された真祖でニキティスと同じ「本物の真祖」の1人。眷属として不死身衆№3・七重楼がいる。
理由は不明だが、ヨルダの手で封印から解かれると、七重楼と合流後、寄生虫を使い十蔵の精神をいじくり仲間に加えた。また、雪姫同様自身と敵対しているはずのニキティスと顔見知りともとれる発言もしているが、実はニキティスと兄弟当然の間柄であることが判明。
ヨルダがすすめる人間の肉体と魂を切り離す「完全なる世界」という計画を支持しており、UQホルダーとの最終決戦で、刀太、雪姫、キリヱ、十蔵を除いた不死身衆を次々と串刺しにし、先述の計画をもバラし、自らの肉体は神を斬ることすらできないと自負した事で、寄生虫を取り除かれた十蔵に捌かれた挙げ句、ニキティスによって心臓を握りつぶされた上で、「ヨルダの計画を人間の歴史を終わらせる行為」と一蹴され七重楼の支配権の剥奪と同時に決別。洗脳に打ち勝ったダーナに赤子のように扱われ、文字通り海の藻屑に消えた。

### 次元の狭間の城
ダーナ・アナンガ・ジャガンナータ
声 - 斉藤貴美子
人間の上位種族であるヴァンパイアの1人。『貴族』。本来の意味での吸血鬼の真祖（ハイ・デイライトウォーカー）。『狭間の魔女』とも呼ばれる。
新東京都市部の街で刀太と雪姫が言い争っている場に現れた、ゴージャスなドレスを着ている黒髪の女性。250cmはあろうかという長身に胸も腹も腕も足もふんだんに肉がついた、縦にも横にも豊満かつ巨大な身体つきをしている。
この姿は彼女の独特な美意識によるもので、彼女自身は気分によってどんな姿にでも自在に変身できる。作中でもSD頭身になったり、スリムでグラマラスな妖艶美女になったり、可憐な姿のロリ美少女になったりしている。また、この特有の美意識に基づいてエヴァやキリヱなど他のキャラを豊満な肉付きに自在に変身させていたりもする。
ダーナ自身の真の姿がどんなものなのかは作中でも不明。

雪姫曰く、彼女や刀太がニセモノであるならダーナはホンモノ。不老不死の吸血鬼として恐ろしく長い時間を生きており、他の貴族は生ける屍同然となった中でダーナ自身は自らを遥かに人間に近いと評している。雪姫の事を「キティ」と呼び、彼女を古くから知っている。再会は実に二百年、三百年ぶり。
狭間の世界に巨大な城を所持しており、かつての雪姫を強制的に連れ込んで不死者として恥ずかしくない段階まで鍛え上げた。雪姫ことエヴァンジェリン・A・K・マクダウェルの師匠にあたる。
人間に対し畏怖や恐怖、或いは美を与える事を不死者の絶対条件とし、不死者として半端な者は許さないというポリシーを持っている。
そして、雪姫の部下であるなら自らの眷属も同然として、前述のポリシーに基づき刀太・九郎丸・キリヱ・三太の4人の師匠となり、4人を地獄の修行で徹底的に鍛え上げることになる。
また、ダーナいわく刀太は雪姫の「運命の男」であり、愛を知らない雪姫に愛を教えられるただ一人の男、それがダーナの占術に示された予言であるとして特に刀太には目をかけている。

不死者としての戦闘力は凄まじく、ネギま史上最強かとも言われる程のいわゆる「ジョーカーキャラ」。その力は雪姫(エヴァ)を完全に赤子扱いで手玉に取る程で、時空を自在に操る力を持っており、時間操作、空間操作、更には未来や過去・そして平行世界にまで干渉することができる。時間停止もこの魔女には効かず、遠近法を使った距離を一切無視した攻撃もできる。単純な身体能力も凄まじく、全く本気を出してない状態でも蹴り一発で刀太達不死者を容易に消し飛ばす事ができる上に、絶大な魔力を持ち、魔法についても深く知悉し、ありとあらゆる魔法を使いこなし、数多くの魔導書も所持している。強大な魔法障壁によって普段は傷一つ負うことはないが、障壁解除して全身を消し飛ばしても0コンマ秒で完全再生する再生力も持ち合わせている。
どんな場所や時代にでも繋ぐ能力を持っていて、次元の狭間に自らの居城を構えており、それが「狭間の魔女」という異名の由来となっている。また、彼女が眠っている間だけは城の時空のタガが緩み、異なる時代や場所へ繋がってしまう事もある。この事が刀太と過去のキティ(雪姫)との出会い、そして刀太へのキティの初恋に繋がり、2人の運命に大きな影響を与えることになる。
真祖バアル戦では、バアルの持つ魂魄まで侵食する洗脳技術により洗脳されている様子で、甚兵衛が十蔵との戦いを終えた後に彼らを襲撃。真祖バアルと共にUQホルダーに対峙するが、洗脳中は力のごく一部しか見せておらず、すぐに自ら洗脳を打ち破ると、真祖バアル自身が圧倒的な力を持っているにも関わらず、まるで相手にならない程の絶対的な力でもってバアルを瞬殺した。
キティ
声 - 松岡由貴
狭間の世界の城で、朝方にだけ現れる謎の少女。その容貌は雪姫の本来の姿と酷似しており、古びた外套を羽織っている。
刀太と何度も出くわす内に親交を深め、ダーナを出し抜くために彼に魔力や気の扱いを指導した。刀太が眠っている彼女の記憶を垣間見たのを切っ掛けにその正体が次第に明らかになっていき、互いの時間がずれていく中で彼に再会するためだけに2年と8年、合わせて10年の時を狭間の魔女の館で過ごした。
その正体は過去の時間軸の雪姫。「#雪姫」の項も参照。
ルイン・イシュクル
上位雷精。狭間の魔女の城守護精霊四人衆の一人で四人衆の中でも最強。風系雷系の魔法を無詠唱・無制限に使用可能。語尾に「ござる」をつけるなど古風な口調。
刀太、九郎丸、キリヱ、三太を追い詰めるものの土壇場で闇の魔法（マギア・エレベア）・雷天大壮（らいてんたいそう）を会得した刀太に雷の刀を奪われた挙句、黒棒と雷の刀の二刀で切り裂かれ敗れた。
左腕と下半身を失うものの3日もあれば回復するらしく、自身を斃した刀太を褒め称えた後、自身の他に水・地・火の守護精霊がいることを明かした。
技
雷化突進（いかずちかチャージ）
自らを雷と化して放つ突進攻撃。文字通り雷速で放たれるため、回避することは不可能に近い。この技を放った直後には実体化するため隙ができる。
千の雷（せんのいかずち）/ 千雷（せんらい）
前作の主人公ネギやその父ナギが使用していた、周囲数百ｍ四方を雷の雨で埋め尽くす雷系最強魔法。元々ルイン・イシュクルのモノだった。
雷槍（らいそう）
手に持っている雷の槍を投擲する。

### 元3-Aメンバー
エヴァンジェリン・A・K・マクダウェル
「#雪姫」の項を参照。
龍宮 真名（たつみや まな）
声 - 佐久間未帆
天之御柱学園学園長代行。魔族とのハーフであるため肉体の老化が遅く、容姿は旧麻帆良学園本校女子中等部時代からほとんど変わっていない。
雪広 あやか（ゆきひろ あやか）
声 - 皆川純子
雪広財閥当主。かなりの高齢でありながら未だに財閥のトップに立っている。旧麻帆良学園本校女子中等部卒業前に100年の眠りについた親友・神楽坂明日菜と再会するためにここまで生きながらえていた。
絡繰 茶々丸（からくり ちゃちゃまる）
声 - 渡辺明乃
かつてネギの秘書を務めていた女性。工学だけではなく魔法も併用して開発された人型ロボット、所謂ガイノイド。
エヴァンジェリンとドール契約を交わしたミニステル・マギ（魔法使いの従者）で、現在は高齢になったあやかに仕えている。
相坂 さよ（あいさか さよ）
声 - 白鳥由里
天之御柱学園の幽霊。
ザジ・レイニーデイ
声 - いのくちゆか
ピエロのような服装をした魔族の女性。同姓同名かつ顔がそっくりな「ポヨ」という口癖の姉がいる。
前作では戦闘描写はほぼ皆無だったが、今作では黒い魔物を使役しており、フェイトに気付かれずに接近し攻撃を仕掛けるといった高い戦闘能力を見せる。
ネギ・スプリングフィールド
「#ネギ・スプリングフィールド」の項を参照。
綾瀬 夕映（あやせ ゆえ）
「#綾瀬夕映」の項を参照。
宮崎 のどか（みやざき のどか）
「#宮崎のどか」の項を参照。
神楽坂 明日菜（かぐらざか あすな）
声 - 神田朱未
本作では100年の眠りに付いている（裏火星の神殿に凍結された状態で本体が温存されている）ため、精神だけの状態で登場する。幻想世界に引きずり込まれてヨルダ・バォドに大苦戦の刀太と雪姫の前に現れて手助けをする。ヨルダには「黄昏の姫御子」と呼ばれていた。
実世界には出ることが出来ない模様で、ヨルダの討伐の役割を刀太に託していく。魔法無効化能力「火星の白」も健在。
『ネギま』終盤および本作第15巻で描かれた世界線では彼女が100年の眠りの後に超 鈴音のタイムマシンで元の時代に帰還しているのに対し、本作の世界線では帰還せず不在となっている事が、双方の歴史上の分岐点となっている。
以下のメンバーは『ネギま』時代の回想シーンにのみ登場。
- 明石 裕奈（あかし ゆうな / 声 - 木村まどか）
- 朝倉 和美（あさくら かずみ / 声 - 笹川亜矢奈）
- 和泉 亜子（いずみ あこ / 声 - 山川琴美）
- 大河内 アキラ（おおこうち アキラ / 声 - 浅倉杏美）
- 柿崎 美砂（かきざき みさ / 声 - 伊藤静）
- 春日 美空（かすが みそら / 声 - 板東愛）
- 釘宮 円（くぎみや まどか / 声 - 丸山有香）
- 古菲（クーフェイ / 声 - 阿澄佳奈）
- 近衛 木乃香（このえ このか / 声 - 野中藍）

彼女の孫の1人が2070年代に生まれた「最初の刀太」の代理母であり、名付け親（「祖母が結婚するときに世話になった」という葛葉刀子から一字もらった）。
- 早乙女 ハルナ（さおとめ ハルナ / 声 - 石毛佐和）
- 桜咲 刹那（さくらざき せつな / 声 - 小林ゆう）
- 佐々木 まき絵（ささき まきえ / 声 - 堀江由衣[11]）
- 椎名 桜子（しいな さくらこ / 声 - 小見川千明）
- 超 鈴音（チャオ リンシェン / 声 - 高本めぐみ）
- 長瀬 楓（ながせ かえで / 声 - 白石涼子）
- 那波 千鶴（なば ちづる / 声 - 小芭美）
- 鳴滝 風香（なるたき ふうか / 声 - こやまきみこ）
- 鳴滝 史伽（なるたき ふみか / 声 - 狩野茉莉）
- 葉加瀬 聡美（はかせ さとみ / 声 - 門脇舞以）
- 長谷川 千雨（はせがわ ちさめ / 声 - 御堂ダリア）

本編とは別の時間軸において、一度はネギからの告白を断ったものの、後に受け入れ、最終的にはネギと結婚したことが明かされている。17巻で明かされた本編時系列では、始まりの魔法使いから、ネギを庇って死亡した描写が見られる。
- 村上 夏美（むらかみ なつみ / 声 - 相沢舞）
- 四葉 五月（よつば さつき / 声 - 井上直美）

### その他の人物
田中 肉丸（たなか にくまる）、白石（しらいし）、野輪 武来人（のわ ぶらいと、25巻では「野和」と表記）、三橋 徹（みはし とおる）
声 - 堀井茶渡（田中）、永野由祐（白石）、新井良平（野輪）、榎木淳弥（三橋）
刀太が暮らしていた田舎の友人4人。共に都会で一旗揚げる事を夢見ており、簡単なレクチャーで基本魔法と魔法アプリを使いこなす他、太った巨漢の田中は料理、小柄で無表情な白石は小説書き、眼鏡をかけたそばかすの野輪は機械いじり、笑顔を絶やさない優男の三橋は歌、とそれぞれ非凡な才能を持つ。刀太の特技は彼らから学んだ物が多い。
45年後の世界では肉丸と武来人が存命しており、白石と三橋はヨルダのばら撒いた「ネット風邪」で亡くなっている。
春日 美柑（かすが みかん）
声 - 雨宮天
新東京スラム街にある教会のシスター。彼女の所属する教会はスラム内にある土地を所有・管理しているが、土地の売却を要求しそこ以外の土地に住む不法居住者もいっしょくたに退去させようとする悪質な地上げ屋からの防衛をUQホルダーに依頼してきた。夏凜は彼女の「祖母」にあたる人物に世話になったことがある。
ルキ
声 - 國立幸
新東京スラム街に暮らす少年。拾ったナベを頭にかぶり、フロシキのマントを身につけている。仲間と共にゴミの山から資源ゴミを分別して収集、業者に売って小遣い稼ぎをしている。
将来は実業家となってスラムをちゃんとした町にしたいと考えている。南雲から伝えられた住人の合法・不法を問わない強制退去には憤りを露わにした。
水無瀬 小夜子（みずなせ さよこ）
1988年6月30日生まれ、2003年9月23日没の享年15歳。アマノミハシラ学園都市で「トイレの小夜子さん」と噂される幽霊。黒髪ロングヘアーで、学生服を着た少女の姿をしている。
正体は、祟り神級の怨霊。元は魔法素養のあるただの少女だったが、34万人もの自殺者の報われぬ荒御霊の受け皿となり、凄まじい力を持つ稀代の「死霊術士（ネクロマンサー）」となる。その力は、雪姫に「当代随一の死霊術士」と言わせるほどである。元の人格は数多の無念・悲痛・怨念に押し潰されて殆ど残っておらず、生者への復讐という妄念が人のカタチをしているだけの存在となる。80年前から断続的に、学園内のイジメ加害者等を殺害してきた。
自分と酷似した境遇の三太を気にかけ、彼の死後に幽鬼として蘇らせる。自分の自我が保てなくなってきたため、三太をUQホルダーに預けようと、事件を起こし刀太達を学園都市に誘い込む。しかし、三太が犯人扱いされたことをきっかけに完全に自我を保てなくなり、自身が開発した不死者にも感染する魂魄浸食型屍鬼ウイルスを使い、人間達への報復のために世界各地でバイオテロを起こす。三太の活躍により自我を取り戻し、刀太に三太のことを託し、34万の荒御霊達を連れて成仏する。
エミリィ・セブンシープ
アリアドネー魔法騎士団候補学校の教師。教え子達を引き連れて仙境館を訪れた。
モルボルグラン
まほら武道会一般参加予選の出場者の一人。刀太に「闇の魔法」に関する大雑把な情報を伝えた。
アレクサンドル・ザイツェフ
仙境館を訪れた客の一人。
アルベール・カモミール
本作では老執事の外見をした人間の姿で登場する。
チャチャゼロ
かつての雪姫（エヴァンジェリン）の従者。始まりの魔法使いとの戦いでネギを庇って破壊される。現在はカモによって保管されている。

## 用語解説
フィジカルアプリ
2070年代（作中時間で約10年前）に公開された「魔法技術」から開発され、一般人でも修練無しで簡単に魔法を使用できるアプリ。基本魔法ですら、1スロット数十万円もする。日本では衛生面に力を入れており、「お掃除アプリ（おそらく浄化系の魔法）」が比較的格安で販売されていて、インフラが一部停止しているスラム街でも疫病等は発生していない他、「魔法炉」と呼ばれる動力源も開発されていて電気代は21世紀初頭よりも安い。
ただし、刀太のように魔法との相性が悪い体質（千景曰く、「100万人に一人」）であると使えないこともある。逆に相性に問題なければ「解呪」などの習得難易度の高い（同時に「使えれば有効」だが、使用頻度は低い）魔法も使えるため、私費を投じて独自のアプリを開発させている者も存在する。
マナフォン
魔法技術公開後に一般化した情報端末、本体からマナグローブという術式を身体に定着させることで機能する。電話機能から各種のアプリケーション、更には魔法を使用するフィジカルアプリもインストール可能だが、刀太の場合「グローブを付けた時点で爆発」するため、この時代でも携帯電話を使用している。

固有能力
超能力などとも呼ばれる、本人固有の魔法以上の神秘の力。魔法と違い習っても覚えることはできず、本人以外に伝授も譲渡もできない、本人の唯一無二の能力。保持者の情報も少なく、地球上に数名、太陽系全域でも20名以下しかいないと言われる超レアな能力。キリヱの「リセットOKな人生（リセット&リスタート）」はこれにあたる。佐々木三太も当初は固有能力持ちかと夏凜らは推測したが、彼の場合は「幽鬼(レブナント)」としての能力である。
アマノミハシラ
日本に建造された軌道エレベータ。2020年代に完成し、これを中心とした都「新東京・天之御柱市」が作られた。エレベータを利用するにはエコノミークラスでも約420万、高度1200m台の位置にある展望デッキでも5140円かかる。
新東京貧民街（しん-とうきょう-スラム-がい）
2050年代に起きた大規模な気象変動（寒冷化と温暖化）とそれに伴う食糧危機、そこから発生した紛争という「混乱期」によって発生した難民が都市周辺部に集中してスラムが拡大。
2086年現在、合法・不法を問わず200万を超える住民が暮らしているが、混乱期に宇宙に避難していた地権者が帰還した事で不法居住者に対する強制退去が画策されている。
天之御柱学園都市（あまのみはしらがくえんとし）
前作に登場した麻帆良学園都市。天之御柱市が麻帆良市を吸収したことで名称が変更された。全体的な雰囲気は変わっていないが、魔法（アプリ含む）を使える1等生徒と使えない2等生徒という格差が生じている。

太陽系オリンピック
軌道エレベータのステーションで8年に一度開催されているイベント。
裏火星（うら-かせい）
前作に登場した「魔法世界（ムンドゥクス・マギクス）」。技術が安定化したためか、魔法世界人でも問題なく地球に出てこれる様になった。
闇の魔法（マギア・エレベア）
金星の魔族に由来する「闇の魔力」を源とし、ネギと刀太の不死の理由となっている能力。使用できるのは、雪姫（エヴァ）、ネギ、刀太の三人である。元からある魔力だけでも桁違いの戦闘力を発揮するが、その本質は自ら詠唱した魔法や他者の力を取り込むことで身体を精霊化させる「術式武装（アルマティオーネ）」と、相手の力に自身の力を加えて撃ち返す「太陰道」である。
共鳴り(ともなり)
「始まりの魔法使い」の固有能力。始まりの魔法使いに憑依されたもの憑依と同時に覚醒する無限共感能力。その実態は範囲無制限・人数無限定の神の域に達した超常能力であり、すべての人間の痛みが分かる。

## 書誌情報
- 赤松健『UQ HOLDER!』講談社〈講談社コミックス〉、全28巻
  1. 2013年12月17日発売[15]、ISBN 978-4-06-394990-2
  2. 2014年3月17日発売[16]、ISBN 978-4-06-395037-3
  3. 2014年6月17日発売[17]、ISBN 978-4-06-395085-4
  4. 2014年9月17日発売[18]、ISBN 978-4-06-395191-2
  5. 2014年12月17日発売[19]、ISBN 978-4-06-395269-8
  6. 2015年3月17日発売[20]、ISBN 978-4-06-395349-7
  7. 2015年6月17日発売[21]、ISBN 978-4-06-395421-0
  8. 2015年9月17日発売[22]、ISBN 978-4-06-395484-5
  9. 2015年12月17日発売[23]、ISBN 978-4-06-395563-7
  10. 2016年3月17日発売[24]、ISBN 978-4-06-395620-7
  11. 2016年7月15日発売[25]、ISBN 978-4-06-395712-9
  12. 2016年11月17日発売[26]、ISBN 978-4-06-395801-0
    - 『魔法先生ネギま！BOX付き限定版』同日発売[27]、ISBN 978-4-06-397002-9

  13. 2017年4月7日発売[28]、ISBN 978-4-06-395908-6
  14. 2017年9月8日発売[29]、ISBN 978-4-06-510179-7
    - 『DVD付き限定版』同日発売[30]、ISBN 978-4-06-397034-0

  15. 2017年11月9日発売[31]、ISBN 978-4-06-510380-7
  16. 2018年3月9日発売[32]、ISBN 978-4-06-511061-4
    - 『DVD付き限定版』同日発売[33]、ISBN 978-4-06-397035-7

  17. 2018年6月8日発売[34]、ISBN 978-4-06-511572-5
    - 『DVD付き限定版』同日発売[35]、ISBN 978-4-06-397036-4

  18. 2018年10月9日発売[36]、ISBN 978-4-06-512985-2
  19. 2019年2月9日発売[37]、ISBN 978-4-06-513866-3
  20. 2019年6月7日発売[38]、ISBN 978-4-06-515302-4
  21. 2019年10月9日発売[39]、ISBN 978-4-06-517154-7
  22. 2020年2月7日発売[40]、ISBN 978-4-06-518165-2
  23. 2020年7月9日発売[41]、ISBN 978-4-06-519302-0
  24. 2020年11月9日発売[42]、ISBN 978-4-06-521109-0
  25. 2021年3月9日発売[43]、ISBN 978-4-06-522658-2
  26. 2021年7月9日発売[44]、ISBN 978-4-06-524005-2
  27. 2021年11月9日発売[45]、ISBN 978-4-06-525939-9
  28. 2022年3月9日発売[46]、ISBN 978-4-06-527262-6
- 『UQ HOLDER!〜魔法先生ネギま！2〜公式ガイド悠久百科』 2017年10月6日発売[47]、ISBN 978-4-06-510264-0

## テレビアニメ
2017年10月より12月までTOKYO MXほかにて放送された。放送開始の前週にはアニメ『ネギま！』シリーズを振り返る直前特番として、『UQTV ネギまHOLDER!』が放送された。
第1話のアバンタイトルでは、ネギ・スプリングフィールドや神楽坂明日菜といった前作の主要キャラクターが登場する過去のシーンが追加されている（原作13巻の回想シーンを元にしたもの）。
第13話として、雪姫役の松岡由貴と、原作者の赤松健がオーディオコメンタリーを行う本編の総集編が放送された。後述のBlu-ray BOXには収録されていないが、各種配信サイトでは有料で視聴が可能。
2018年1月31日に全12話を収録したBlu-ray BOXが発売された。

### スタッフ
- 原作 - 赤松健[49]
- 監督 - 鈴木洋平[49]
- シリーズ構成 - 赤松健、ヤスカワショウゴ[49]
- アニメーションキャラクターデザイン - 藤井昌宏[49]
- プロップデザイン - 西村理恵
- アクション監督 - 青木健一郎
- 美術監督 - 鈴木友成[49]
- 美術設定 - 高橋麻穂
- 色彩設計 - 舩橋美香[49]
- 撮影監督 - 福世晋吾[49]
- 編集 - 後藤正浩[49]
- 音響監督 - 鶴岡陽太[49]
- 音楽 - 羽岡佳、石毛駿平[49]
- 音楽プロデューサー - 中西豪、高橋きさら
- 音楽制作 - キングレコード[49]
- チーフプロデューサー - 立石謙介、松倉友二、大澤信博
- プロデューサー - 古川慎、田中葉子、相島豪太、川上竜太郎
- アニメーション制作プロデューサー - 鈴木薫
- プロデュース - EGG FIRM[49]
- アニメーション制作 - J.C.STAFF[49]
- 製作 - UQナンバーズ（講談社、ローソンHMVエンタテイメント、GYAO、J.C.STAFF、EGG FIRM）[49]

### 主題歌
多くの楽曲がアニメ『魔法先生ネギま！』シリーズで使用された楽曲のカバーとなる。
「ハッピー☆マテリアル」
オープニングテーマ。『魔法先生ネギま！』TVシリーズ第1作のオープニングのカバー。作詞はうらん、作曲は大川茂伸、編曲は大久保薫、歌は近衛刀太（高倉有加）、時坂九郎丸（広瀬ゆうき）、桜雨キリヱ（茅野愛衣）、夏凜（小倉唯）、結城忍（原田彩楓）、雪広みぞれ（鬼頭明里）。
12話では挿入歌として使用され、こちらは麻帆良学園中等部2-Aが歌唱している。
「輝く君へ」
OAD1のエンディングテーマ。『魔法先生ネギま！』TVシリーズ第1作のエンディングテーマのカバー。
作詞はヌマダテゆか、作曲・編曲は桑原秀明、歌は近衛刀太（高倉有加）、時坂九郎丸（広瀬ゆうき）。
「Steady→Go!!」
テレビシリーズのエンディングテーマ。本作の主題歌では唯一のオリジナル楽曲。作詞はうらん、作曲・編曲は神谷礼、歌は近衛刀太（高倉有加）、時坂九郎丸（広瀬ゆうき）、桜雨キリヱ（茅野愛衣）、夏凜（小倉唯）、結城忍（原田彩楓）、雪広みぞれ（鬼頭明里）。
「1000%SPARKING!」
OAD2のエンディングテーマ。『ネギま!?』オープニングテーマのカバー。作詞はこだまさおり、佐藤こづえ、作曲・編曲は大久保薫、歌は桜雨キリヱ（茅野愛衣）、夏凜（小倉唯）。
「らぶ☆センセイション」
OAD3のエンディングテーマ。『ネギま!?』エンディングテーマのカバー。作詞はFLAT5th Rico、作曲・編曲は横山マサル、歌は結城忍（原田彩楓）、雪広みぞれ（鬼頭明里）。

### 各話リスト
| 話数     | サブタイトル                      | 脚本             | 絵コンテ                   | 演出              | 作画監督                                                            | 総作画監督                          |
| -------- | --------------------------------- | ---------------- | -------------------------- | ----------------- | ------------------------------------------------------------------- | ----------------------------------- |
| OAD1     | amor primus〜初恋〜               | ヤスカワショウゴ | 篠原正寛                   | 篠原正寛 近藤一英 | 冷水由紀絵、小渕陽介、上田みねこ 金澤龍、吉岡幸恵、青木健一郎       | 藤井昌宏                            |
| STORY 01 | 美女と少年                        | ヤスカワショウゴ | 鈴木洋平                   | 鈴木洋平          | 冷水由紀絵、山口杏奈 上田みねこ、森七奈                             | 藤井昌宏                            |
| STORY 02 | 裸で出会えば友達（ダチ）になる    | ヤスカワショウゴ | きみやしげる               | きみやしげる      | 野田智弘、陣内美帆                                                  | 藤井昌宏                            |
| STORY 03 | 不死人たちの城                    | ヤスカワショウゴ | 名取孝治                   | 玉田博            | をがわいちろを、川口弘明、服部憲知 吉田肇、野田智弘                 | 藤井昌宏 冷水由紀絵 冨岡寛          |
| STORY 04 | 刺客襲来                          | 竹田裕一郎       | 片貝慎                     | 片貝慎            | 南伸一郎、Shin Hyung Sik、桜井木ノ実 木村なづき、西村理恵、小渕陽介 | 藤井昌宏 冷水由紀絵 冨岡寛 小渕陽介 |
| STORY 05 | 闇の魔法（マギア・エレベア）      | 竹田裕一郎       | 山本靖貴                   | 川奈可奈          | 熊谷哲矢、関崎高明、野田智弘                                        | 藤井昌宏                            |
| STORY 06 | 九郎丸は苦労する                  | ヤスカワショウゴ | 於地紘仁                   | 飯村正之          | 桜井このみ、をがわいちろを、清原寮                                  | 藤井昌宏 冷水由紀絵 小渕陽介        |
| STORY 07 | リセット＆リスタート              | ヤスカワショウゴ | きみやしげる               | きみやしげる      | 西村理恵、小林利充、陣内美帆                                        | 藤井昌宏                            |
| STORY 08 | フェイト捕獲作戦                  | 竹田裕一郎       | 於地紘仁                   | 森田静二          | 前原薫、吉岡勝、吉田肇 和田賢人                                     | 藤井昌宏                            |
| STORY 09 | 恋とお風呂の反復運動              | ヤスカワショウゴ | 川奈可奈 青柳隆平          | 川奈可奈          | Hwang Sungwon、Seo Sunyeong Seo Jeongha、Lee Seongjin Kang Hyeonguk | 藤井昌宏                            |
| STORY 10 | 麻帆良学園へようこそ              | ヤスカワショウゴ | 山本靖貴                   | 津田義三          | をがわいちろを、しまだひであき 服部憲知、吉田肇                     | 藤井昌宏                            |
| STORY 11 | 彼女の恋の物語                    | ヤスカワショウゴ | 片貝慎                     | 片貝慎            | 野田智弘、陣内美帆、Lee Seogyun                                     | 藤井昌宏                            |
| STORY 12 | 来れ（アデアット）！ 尽きせぬ想い | ヤスカワショウゴ | 檜川伸夫 山本靖貴 鈴木洋平 | 鈴木洋平          | 冷水由紀絵、森七奈、小渕陽介 中西愛、上田みねこ、山口杏奈 吉岡幸恵  | 藤井昌宏                            |
| OAD2     | 刹那で永遠なファースト・キッス    | ヤスカワショウゴ | 於地紘仁                   | 野上良之          | 藤井昌宏、長谷川眞也 青木健一郎、森七奈                             | 藤井昌宏                            |
| OAD3     | 夏凜先輩の言えないヒミツ♥         | ヤスカワショウゴ | きみやしげる               | きみやしげる      | 陣内美帆、野田智弘                                                  | 藤井昌宏                            |

### 放送局
| 放送期間                 | 放送時間                     | 放送局     | 対象地域 | 備考                      |
| ------------------------ | ---------------------------- | ---------- | -------- | ------------------------- |
| 2017年10月3日 - 12月19日 | 火曜 0:00 - 0:30（月曜深夜） | TOKYO MX   | 東京都   |                           |
|                          |                              | KBS京都    | 京都府   |                           |
|                          |                              | サンテレビ | 兵庫県   |                           |
|                          |                              | BS11       | 日本全域 | BS放送 / 『ANIME+』枠     |
|                          | 火曜 0:30 - 1:00（月曜深夜） | AT-X       | 日本全域 | CS放送 / リピート放送あり |
|                          | 火曜 1:00 - 1:30（月曜深夜） | tvk        | 神奈川県 |                           |

| 配信期間                 | 配信時間               | 配信サイト |
| ------------------------ | ---------------------- | --- |
| 2017年10月3日 - 12月19日 | 火曜 0:30 更新         | GYAO! |
| 2017年10月4日 - 12月20日 | 水曜 12:00 更新        | Rakuten TV dアニメストア dTV ふらっと動画 U-NEXT アニメ放題 Amazonプライム・ビデオ ニコニコチャンネル あにてれ ビデオマーケット |
|                          | 水曜 23:00 - 23:25     | AbemaTV |
|                          | 水曜 23:30 - 木曜 0:00 | ニコニコ生放送 |

### Webラジオ
『UQR ネギまHOLDERラジお！』のタイトルでアニメイトタイムズにて配信された。2017年6月25日・8月6日・9月17日にプレ放送し、同年10月1日（第1回）より隔週日曜日に更新、2018年1月14日に終了。パーソナリティは近衛刀太役の高倉有加と時坂九郎丸役の広瀬ゆうき。
※印がついたゲストは『魔法先生ネギま！』からの出演キャスト。
|          | ゲスト                                                      |
| プレ放送 | プレ放送                                                    |
| -------- | ----------------------------------------------------------- |
| 第1回    | 神田朱未（神楽坂明日菜 役※） 野中藍（近衛木乃香 役※）       |
| 第2回    | 佐藤利奈（ネギ・スプリングフィールド 役※）                  |
| 本放送   |                                                             |
| 第1回    | 松岡由貴（雪姫 / エヴァンジェリン・A・K・マクダウェル 役※） |
| 第3回    | 小倉唯（結城夏凜 役）                                       |
| 第4回    | 茅野愛衣（桜雨キリヱ 役）                                   |
| 第5回    | 小林ゆう（桜咲刹那 役※）                                    |
| 第6回    | 松岡由貴                                                    |
| 第8回    | 赤松健（原作者）                                            |

### ゲーム
ネギマテ UQ HOLDER! 〜魔法先生ネギま！2〜 ネギまオールスターズアプリ
『ネギま』と『UQ』両方のキャラクターが登場するスマートフォン専用RPG。
当初は2017年冬にリリース予定だったが延期となり、2018年2月14日にリリースされた。2019年12月31日にサービスが終了した。